# مزرعه کمال
مزرعه کمال یک منطقهٔ مسکونی در ایران است که در دهستان خورمیز واقع شده‌است.